# Оркестр Зондерсхаузена
Зондерсхаузенский оркестр, дословно — «Лесной оркестр Зондерсхаузена» (нем. Loh-Orchester Sondershausen) — немецкий симфонический оркестр, базирующийся в Зондерсхаузене.
История оркестра восходит к середине XVII века, когда при дворе графа Шварцбург-Зондерсхаузена была создана придворная капелла (нем. Hofkapelle). Первым её известным руководителем стал в 1659—1682 гг. Иоганн Фридрих Хольцнер. В 1806 году оркестр начал давать публичные «Лесные концерты» (нем. Lohkonzerte) в прилегающем к княжескому (в 1697 году графство Шварцбург-Зондерсхаузен было преобразовано в княжество) замку парке, называющемся Лопарк (нем. Lohpark, от нем. Loh — роща, небольшой лес). Под руководством Макса Бруха в 1867—1870 гг. и Макса Эрдмансдёрфера в 1871—1880 гг. капелла приобрела общегерманскую репутацию и удостоилась положительного отзыва Франца Листа. С упразднением княжества в 1918 году оркестр принял нынешнее название.

## Руководители оркестра
- 1659—1682 — Иоганн Фридрих Хольцнер
- 1682—1692 — Иеремиас Кох
- 1692—1718 — Элиас Кристоф Шток
- 1718—1731 — Иоганн Бальтазар Фрайслих
- 1731—1749 — Генрих Иоганн Бона
- 1749—1758 — Иоганн Кристоф Рёдигер
- 1758—1766 — Леопольд Август Абель
- 1766—1780 — Август Фридрих Роте
- 1780—1802 — Кристиан Иероним Краузе
- 1802—1839 — Иоганн Симон Хермштедт
- 1839—1843 — Вильгельм Кирххоф
- 1843—1844 — Луи Хут
- 1844—1852 — Готфрид Херман
- 1852—1864 — Эдуард Штайн
- 1864—1866 — Фридрих Марпург
- 1867 000000— Адольф Блассман
- 1867—1870 — Макс Брух
- 1871—1880 — Макс Эрдмансдёрфер
- 1880—1881 — Генрих Франкенбергер и Август Кёниг
- 1881—1886 — Карл Шрёдер
- 1886—1890 — Адольф Шульце
- 1890—1907 — Карл Шрёдер
- 1907—1910 — Трауготт Окс
- 1910—1911 — Рудольф Херфурт
- 1911—1934 — Карл Корбах
- 1934—1939 — Отто Вартиш
- 1940—1945 — Карл Мария Арц
- 1945—1948 — Георг Карл Винклер
- 1948—1949 — Эрих Глюкман
- 1949—1950 — Вильгельм Бушкёттер
- 1950—1951 — Вальтер Шартнер
- 1951—1957 — Пауль Дёрри
- 1957—1958 — Армин Пикеродт
- 1958—1959 — Пауль Динер
- 1959—1970 — Герхарт Визенхюттер
- 1970—1978 — Хорст Фёрстер
- 1978—1995 — Карл Хайнц Рихтер
- 1995—1999 — Антон Колар
- 1999—2002 — Петер Штангель
- 2002—2008 — Хироаки Масуда
- 2008—2016 — Маркус Франк
- 2016—2021 — Михаэль Хельмрат
- с 2022 г. — Павел Балев